# 19. studenoga
19. studenoga (19. 11.) 323. je dan godine po gregorijanskom kalendaru (324. u prijestupnoj godini).
Do kraja godine imaju još 42 dana.

## Događaji
- 1493. – Na drugom putovanju za Ameriku, na koje je pošao sa sedmadest brodova i 1.500 ljudi, Kristofor Kolumbo otkrio je Portoriko.
- 1608. – Matija II. Habsburški okrunjen za hrvatsko-ugarskog kralja.
- 1816. – Utemeljeno sveučilište u Varšavi.
- 1881. – Meteorit pao blizu sela Großliebenthal, jugozapadno od grada Odese u Ukrajini.
- 1916. – Samuel Goldwyn i Edgar Selwyn su osnovali kompaniju Goldwyn, danas jednu od najuspješnijih filmskih kompanija na svijetu.
- 1942. – Bitka za Staljingrad – General Georgij Žukov i sovjetske snage pokreću "Operaciju Uran" - protunapade na Staljingrad - time se kolo sreće okreće u korist SSSR-a .
- 1946. – Afganistan, Island i Švedska pristupaju Ujedinjenim Narodima.
- 1961. – Michael Rockefeller, sin newyorškog guvernera Nelsona Rockefellera, nestaje u džunglama Papue Nove Gvineje
- 1969. – astronauti Apolla 12, Charles Conrad i Alan Bean, spustili su se na Oceanus Procellarum ("Ocean Oluja") te time postali 3. i 4. čovjek na Mjesecu
- 1977. – egipatski predsjednik Anwar el-Sadat postao prvi vođa arapskog svijeta koji je službeno posjetio Izrael gdje se susreo s tamošnjim premijerom Menachemom Beginom te održao govor o trajnom miru u regiji
- 1977. – portugalski Boeing 727 se srušio na Madeiri gdje, poginulo je 130 ljudi
- 1979. – talačka kriza u Iranu: Ruholah Homeini zapovijeda oslobođenje 13 talaca - žena i crnaca - zatočenih u američkom veleposlanstvu u Teheranu
- 1985. – Hladni rat: u Ženevi se po prvi put susreli američki predsjednik Ronald Reagan i vođa Sovjetskog saveza Mihail Gorbačov
- 1990. – pop sastavu Milli Vanilli oduzet je Grammy jer uopće nisu rabili vlastite vokale na albumu “Girl You Know It’s True”
- 1991. – Snage JNA počinile pokolj u Nadinu, ubivši 14 hrvatskih civila, spalivši i opljačkavši selo Nadin kod Benkovca.
- 1997. – u mjestu Des Moines, SAD, Bobbi McCaughey rodila sedmorke
- 1998. – skandal Lewinsky: započinje saslušanje predsjednika Billa Clintona
- 1998. – slika Vincenta van Gogha "Portret umjetnika bez brade" prodana na aukciji za 71.5 milijuna dolara

| - 1464. – japanski car Go-Kashiwabara († 1526.) - 1600. – engleski kralj Karlo I. († 1649.) - 1617. – Eustache Le Sueur, francuski slikar († 1655.) - 1711. – Mihail Vasiljevič Lomonosov, ruski znanstvenik i pjesnik († 1765.) - 1831. – James A. Garfield, 20. predsjednik SAD-a († 1881.) - 1833. – Wilhelm Dilthey, njemački filozof († 1911.) - 1843. – Richard Avenarius, njemački filozof († 1896.) - 1859. – Mikhail Ippolitov-Ivanov, ruski skladatelj († 1935.) - 1883. – Fran Bubanović, hrvatski kemičar († 1956.) - 1887. – James B. Sumner, američki kemičar ( 1955.) - 1888. – José Raúl Capablanca, kubanski šahist († 1942.) - 1899. – Allen Tate, američki pjesnik i kritičar († 1979.) - 1900. – Mihail Lavrentjev, ruski znanstvenik († 1980.) - 1900. – Anna Seghers, njemačka spisateljica († 1983.) - 1917. – Indira Gandhi, indijska političarka († 1984.) - 1923. – Monica Lovinescu, rumunjska novinarka († 2008.) - 1930. – Christian Schwarz-Schilling, njemački političar - 1933. – Larry King, američki TV-voditelj - 1935. – Bob Gibson, igrač baseballa - 1935. – Rashad Khalifa, egipatski imam († 1990.) - 1938. – Ted Turner, američki biznismen - 1942. – Calvin Klein, američki modni kreator - 1942. – Sharon Olds, američka pjesnikinja - 1943. – Branko Roglić, hrvatski poduzetnik - 1953. – Robert Beltran, američki glumac - 1957. – Ofra Haza, izraelska pjevačica († 2000.) - 1960. – Allison Janney, američka glumica - 1961. – Meg Ryan, američka glumica - 1962. – Jodie Foster, američka glumica - 1965. – Laurent Blanc, francuski nogometaš i trener - 1966. – Gail Devers, američka atletičarka - 1966. – Jason Scott Lee, američki glumac - 1975. – Sushmita Sen, indijska missica i glumica - 1976. – Jun Shibata, japanski pjevač i tekstopisac - 1977. – Oliver Đorđević, hrvatski violončelist - 1978. – Igor Kralevski, makedonski nogometaš - 1979. – Mario Lukajić, hrvatski glumac - 1997. – Grant Holloway, američki atletičar - 1999. – Jevgenija Medvjedeva, ruska klizačica | - 496. – Gelazije I., papa - 1492. – Jami, perzijski pjesnik (* 1414.) - 1630. – Johann Schein, njemački skladatelj (* 1586.) - 1665. – Nicolas Poussin, francuski slikar (* 1594.) - 1692. – Thomas Shadwell, engleski pjesnik i dramatičar - 1785. – Bernard de Bury, francuski skladatelj (* 1720.) - 1827. – Franz Schubert, austrijski skladatelj (* 1797.) - 1855. – Brno Kabužić, plemić Dubrovačke Republike i austrijski general (* 1785.) - 1887. – Emma Lazarus, američka pjesnikinja (* 1859.) - 1938. – Lev Shestov, ruski filozof (* 1866.) - 1942. – Bruno Schulz, poljski pisac i slikar (* 1892.) - 2004. – Piet Esser, nizozemski kipar (* 1914.) - 2004. – John Robert Vane, britanski farmakolog (* 1927.) - 2018. – Igor Večerina, pjesnik (* 1966.) - 2021. – Lili Legenstein, hrvatska kazališna umjetnica (* 1923.) |

## Blagdani i spomendani
- Međunarodni dan muškaraca
- Svjetski dan prevencije zlostavljanja djece
- Francuska – Beaujolais Nouveau
- Mali – Dan oslobođenja
- Monako – Monegaški nacionalni dan
- Oman – rođendan Sultana Qaboos bin Saida
- Portoriko – Otkriće Portorika (1493)
- SAD – Dan jednakih mogućnosti
- Europa – Europski dan svjesnosti o antibioticima